# Monterrubio de Armuña
Monterrubio de Armuña ist eine westspanische Gemeinde (municipio) in der Provinz Salamanca in der Autonomen Gemeinschaft Kastilien-León. Sie befindet sich etwa 7 Kilometer nördlich von der Provinzhauptstadt Salamanca und hatte 2024 insgesamt 1.331 Einwohner.

## Geographie
Die Fläche der Gemeinde beträgt 10,97 km² und umfasst neben dem Hauptort auch den kleinen Weiler Mozodiel del Camino, der jedoch nur aus einem Gehöft besteht. Neben den beiden Siedlungsflächen besteht die Gemeinde ausschließlich aus Ackerland.

## Bevölkerungsentwicklung
Im Gegensatz zu der Bevölkerung anderer Gemeinden in der Region hat sich die von Monterrubio de Armuña erstaunlich positiv entwickelt. Mit der Errichtung größerer Wohnanlagen und Reihenhäusern in den 1990ern explodierte die Bevölkerung der Gemeinde nahezu von nur 125 Einwohnern im Jahr 1991 auf 1335 im Jahr 2022.
| Jahr      | 1842 | 1900 | 1920 | 1950 | 1991 | 2001 | 2011 | 2017 |
| Einwohner | 139  | 189  | 193  | 178  | 125  | 630  | 1295 | 1334 |

## Bauwerke
- Iglesia de San Miguel
- Ermita de Nuestra Señora del Viso